# Saint-Hilaire-du-Maine
Saint-Hilaire-du-Maine é uma comuna francesa na região administrativa da Pays de la Loire, no departamento de Mayenne. Estende-se por uma área de 31,06 km². Em 2010 a comuna tinha 881 habitantes (densidade: 28,4 hab./km²).